# Topospora andromedae
Topospora andromedae är en svampart som först beskrevs av Henn., och fick sitt nu gällande namn av M. Morelet 1969. Topospora andromedae ingår i släktet Topospora och familjen Helotiaceae.   Inga underarter finns listade i Catalogue of Life.